# Paraguayaanse presidentsverkiezingen 2008
Op 20 april 2008 vonden er in Paraguay parlements- en presidentsverkiezingen plaats.

## Presidentsverkiezingen
Er waren drie kanshebbers om de verkiezingen te winnen:

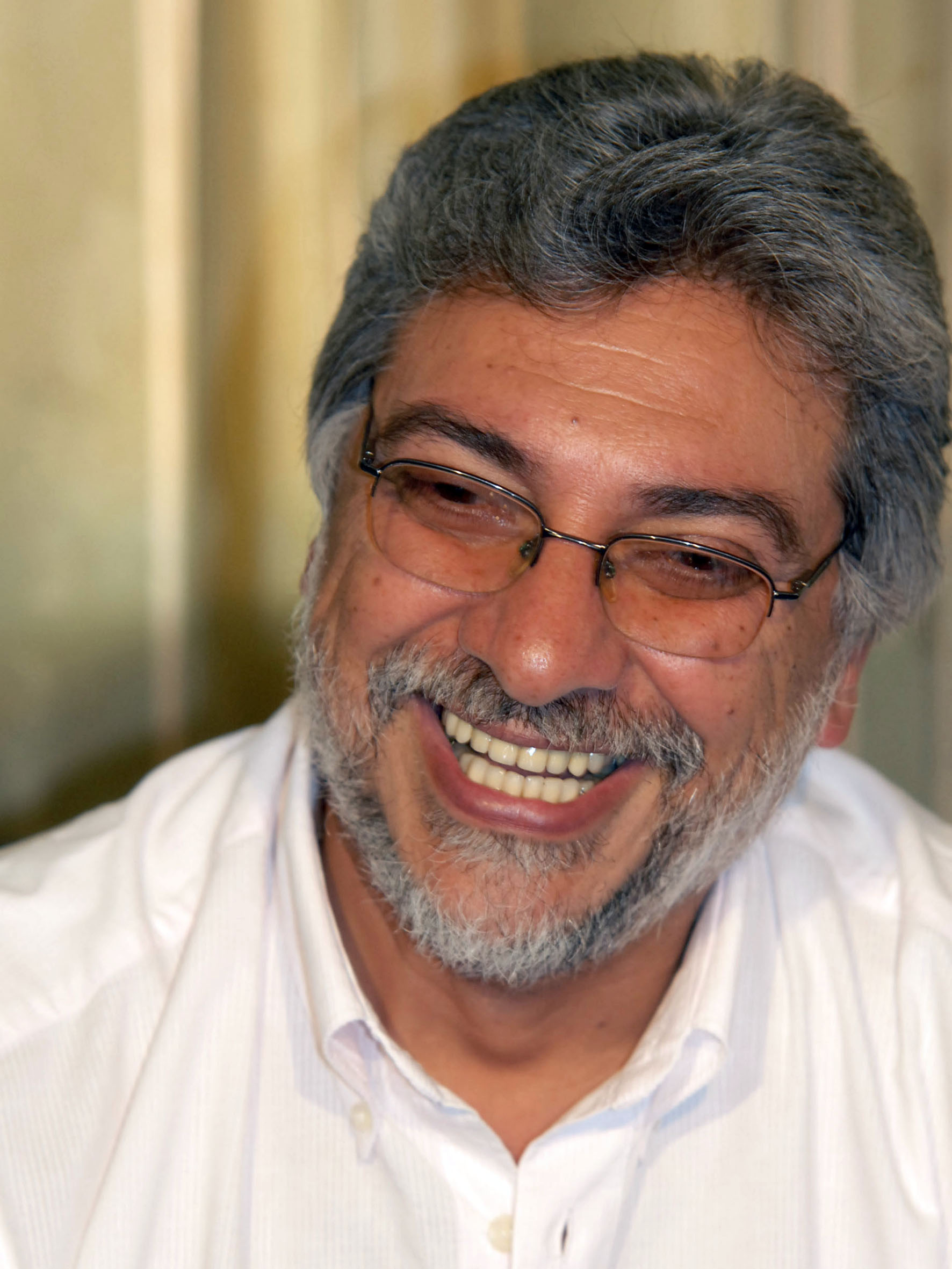
De centrumlinkse kandidaat van de Alianza Patriótica por el Cambio, Fernando Lugo
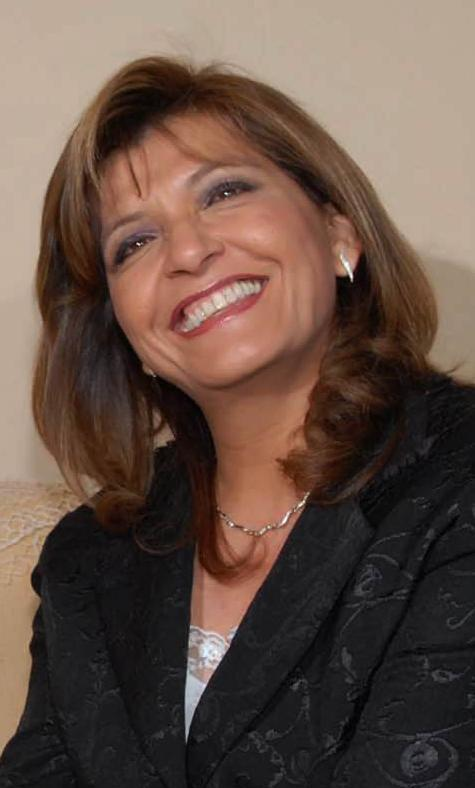
Kandidaat van de regerende Coloradopartij Blanca Ovelar
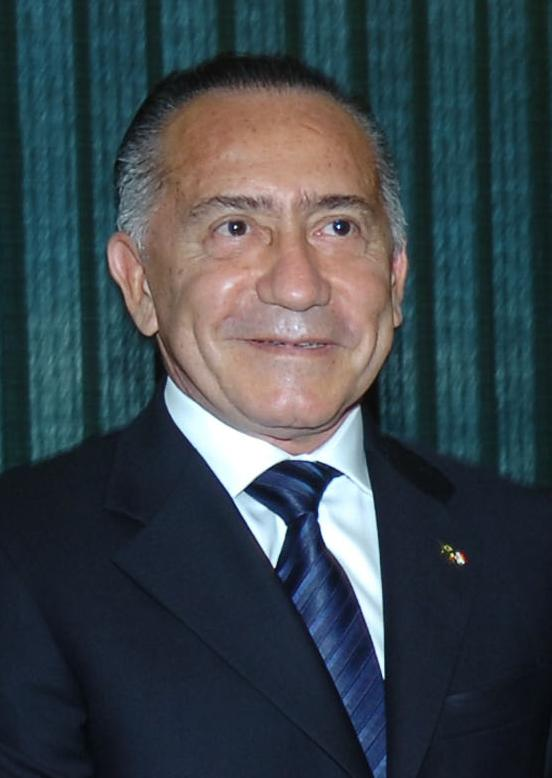
De voormalige generaal en leider van de rechtse partij Unión Nacional de Ciudadanos Éticos Lino Oviedo

In totaal deden 7 kandidaten mee aan de presidentsverkiezingen:
- Fernando Lugo — Patriottische Alliantie voor Verandering (Alianza Patriótica por el Cambio)[1]
- Blanca Ovelar[2] — Nationale Republikeinse Alliantie - Colorado Partij (Asociación Nacional Republicana - Partido Colorado)
- Lino Oviedo[3] — Nationale Unie van Ethische Burgers (Unión Nacional de Ciudadanos Éticos)
- Pedro Fadul — Beweging Geliefd Vaderland (Movimiento Patria Querida)
- Sergio Martínez Estigarribia — Humanistische Partij van Paraguay (Partido Humanista Paraguayo)
- Julio César López Benítez — Arbeiderspartij (Partido de los Trabajadores)
- Horacio Enrique Eduardo Galeano Perrone — Movimiento Tetã Pyahu (Movimiento Tetã Pyahu)

Voor het eerst in meer dan zestig jaar werd de kandidaat van de regeringspartij, de Colorado Partij (Partido Colorado), bij een presidentsverkiezing verslagen. Mevr. Blanca Ovelar - minister van Onderwijs onder president Nicanor Duarte (2003-2008) - 31,8% van de stemmen. De belangrijkste oppositiekandidaat, de populaire "bisschop van de armen," mgr. Fernando Lugo, leider van een alliantie (kartel) van oppositiepartijen en bewegingen, verkreeg ruim tien procent van de stemmen meer, te weten 42,3%. De rechtse generaal Lino Oviedo, kreeg 22,8% van de stemmen. De inauguratie van mgr. Lugo, een aanhanger van de bevrijdingstheologie, was op 15 augustus 2008.

### Uitslag
| Kandidaat                                  | partij                                               | stemmen   | %     |
| ------------------------------------------ | ---------------------------------------------------- | --------- | ----- |
| Fernando Armindo Lugo Méndez               | Patriottische Alliantie voor Verandering             | 704.966   | 42,3% |
| Blanca Margarita Ovelar Valiente de Duarte | Nationale Republikeinse Vereniging - Colorado Partij | 530.552   | 31,8% |
| Lino César Oviedo Silva                    | Nationale Unie van Ethische Burgers                  | 379.571   | 22,8% |
| Pedro Nicolás María Fadul Niella           | Beweging Geliefd Vaderland                           | 41.004    | 2,5%  |
| Sergio Martínez Estigarribia               | Humanistische Partij van Paraguay                    | 5.852     | 0,4%  |
| Horacio Enrique Eduardo Galeano Perrone    | Arbeiderspartij                                      | 2.788     | 0,1%  |
| Julio César López Benítez                  | Movimiento Tetã Pyahu                                | 2.288     | 0,1%  |
| Totaal                                     |                                                      | 1.667.021 | 96,5% |

## Parlementsverkiezingen

### Kamer van Afgevaardigden(Cámara de Diputados)
| Partij/alliantie                                               | 1998       | 2003       | 2008 |
| -------------------------------------------------------------- | ---------- | ---------- | ---- |
| Patriottische Beweging voor Verandering (APC)                  | 0 (0,0%)   | 0 (0,0%)   | 2    |
| Nationale Republikeinse Alliantie - Colorado Partij (ANR-PC)   | 45 (56,2%) | 37 (46,2%) | 29   |
| Authentieke Liberaal-Radicale Partij - Blanco Partij (PLRA-PB) | 26 (32,5%) | 21 (26,3%) | 26   |
| Partij Nationale Ontmoeting (PEN)                              | 7 (8,8%)   | 0 (0,0%)   | -    |
| Beweging Geliefd Vaderland (MPQ)                               | 0 (0,0%)   | 10 (12,5%) | 3    |
| Nationale Unie van Ethische Burgers (UNACE)                    | 0 (0,0%)   | 10 (12,5%) | 16   |
| Partij Solidair Land (PPS)                                     | 0 (0,0%)   | 2 (2,5%)   | -    |
| Solidair Land (PS)                                             | 2 (2,5%)   | 0 (0,0%)   | -    |
| Movimiento Popular Tekojoja                                    | -          | 1          | 1    |
| Partido Democrático Progresista                                | -          | 1          | 1    |
| Alianza Departamental Boquerón                                 | -          | 1          | -    |
| Bron:                                                          |            |            |      |

### Senaat(Senado)
| Partij/alliantie | 2003 | 2008 |
| ---------------- | ---- | ---- |
| APC              | -    | -    |
| ANR-PC           | 16   | 15   |
| PLRA-PB          | 12   | 14   |
| MPQ              | 8    | 4    |
| UNACE            | 7    | 9    |
| PPS              | 2    | 1    |
| PEN              | 0    | -    |